# Francisco de Salamanca (arquitecto)

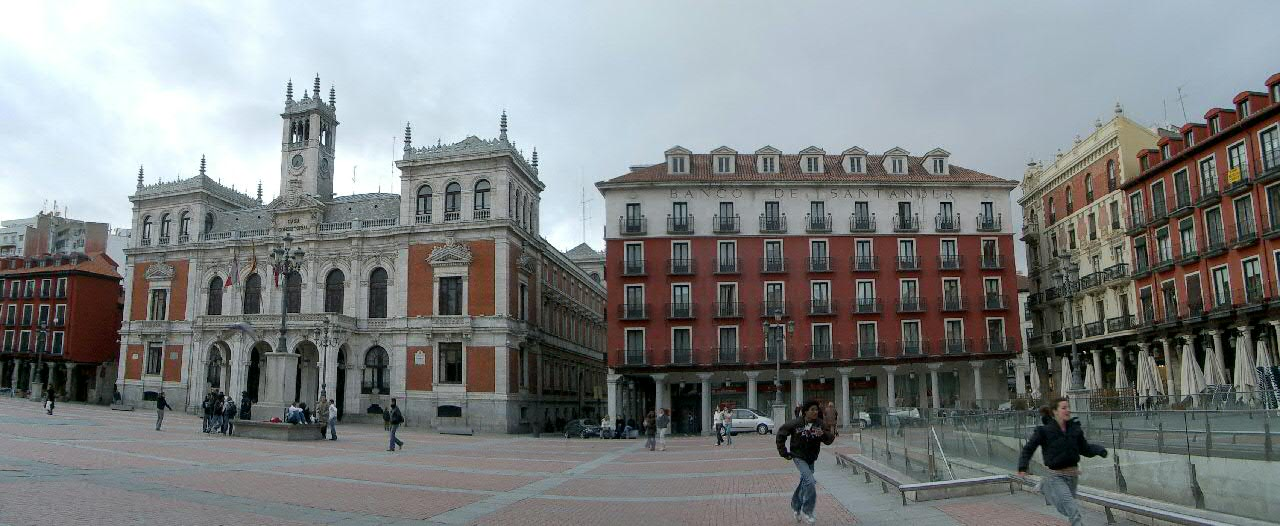
El trazado de la Plaza Mayor de Valladolid fue la obra culminante de la carrera de Francisco de Salamanca.

Francisco de Salamanca (c. 1514-Valladolid, 14 de enero de 1573) fue el trazador mayor de Felipe II. Fue designado por el rey para emprender la reconstrucción de la Plaza Mayor de Valladolid y sus calles adyacentes, entre ellas la calle de la Platería tras su destrucción en el incendio de 1561.

## Biografía
Se trasladó a Valladolid con su familia a la edad de diez años aproximadamente, entre los años 1525 y 1526. Durante los años posteriores, trabajó posiblemente en un taller donde adquirió conocimientos de escultura, carpintería, arquitectura, urbanística diseño y rejería.
En 1546, con unos 30 años, entregó su primer proyecto junto con otros arquitectos para reconstruir en estilo renacentista la Casa Consistorial de la villa, por lo que parece que por esta época ya trabajaba por su cuenta y había adquirido una formación consolidada. Un año más tarde parece intervenir como carpintero en el pórtico de la iglesia de Santovenia de Pisuerga. Hacia 1550 fue requerido en varias ocasiones por la Corte para realizar en Valladolid monumento funerarios para familiares y miembros de la familia real. 
Tras el incendio de Valladolid, en 1561, el Ayuntamiento, con el beneplácito real, le encomendó la reconstrucción del entorno afectado. Este fue su trabajo más importante; sus trazas diseñaron la primera Plaza Mayor regular y cerrada en que sirvió de modelo desde el siglo XVII para otras plazas de España, Hispanoamérica e Italia.
Tras estos trabajos, su prestigio fue aumentando y contó con el aprecio de Juan Bautista de Toledo, el primer arquitecto de Felipe II.
Con ello, en 1567, Felipe II le concedió el título oficial de carpintería, con un salario de 100 ducados y pagándosele aparte las obras específicas. Cinco meses después el rey, por otra cédula, le concedió una casa-taller en Valladolid, colindante al palacio de Luis Enríquez de Almansa, hijo de los marqueses de Alcañices, cerca del Puente Mayor.
Tanto en las obras de reconstrucción de Valladolid, como en las del archivo de Simancas, colaboró con él, sucediéndolo a su muerte, su hijo, Juan de Salamanca.

## Obras

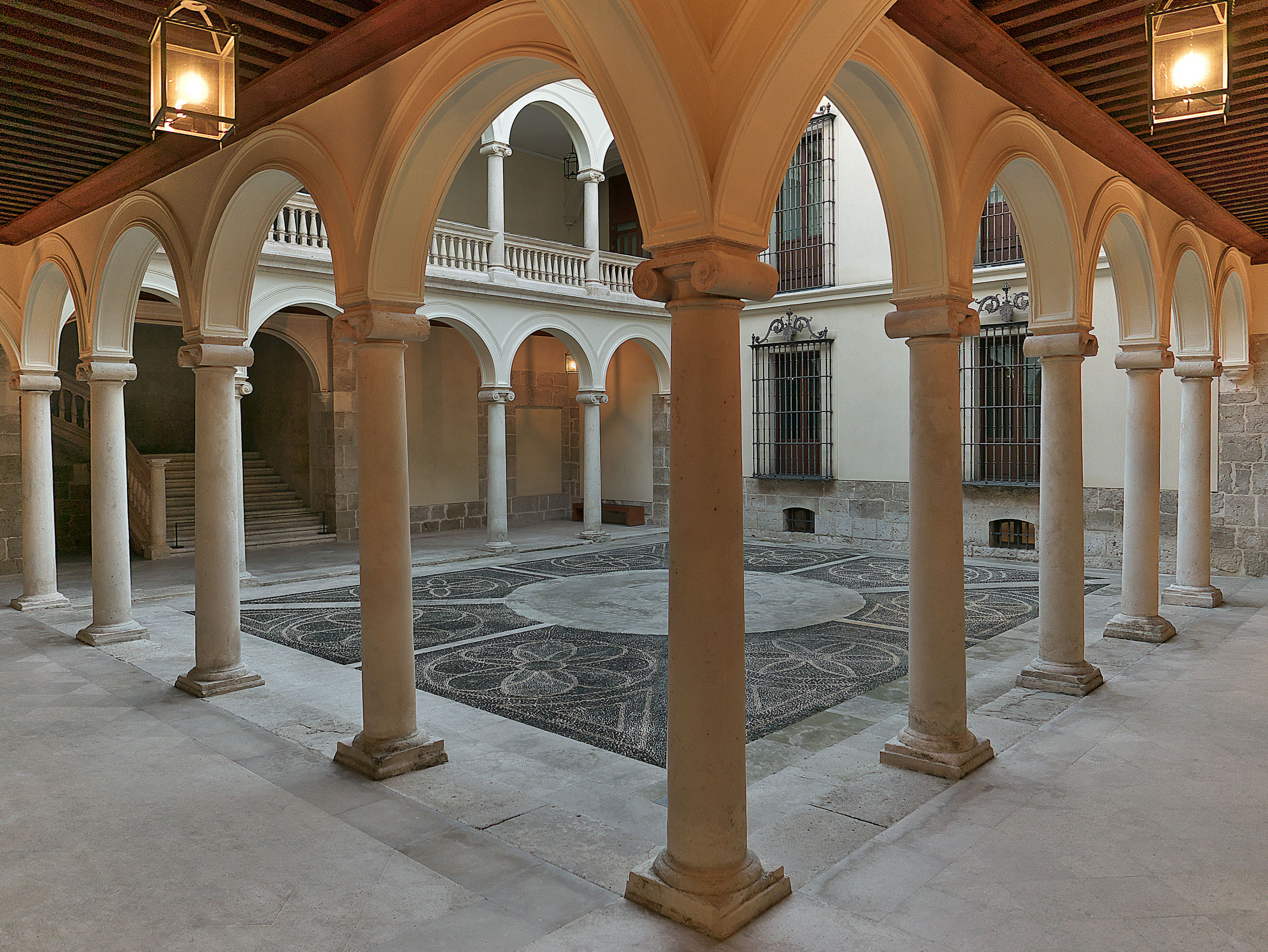
Patio del Palacio de Villena, Valladolid

- Trazas para el consistorio renancentista de Valladolid (1546-1560)
- Obras de la Real Audiencia de Valladolid, en el Palacio de los Vivero (1555-1562)
- Túmulo para el rey de Portugal (1557).
- Túmulo para la reina de Francia (1558).
- Reconstrucción de Valladolid y dirección de obras (1561-1573); Plaza Mayor, consitorio manierista y calle de la Platería.
- Carpintería de la Torre Dorada del Alcázar de Madrid (desde 1565).
- Carpintería de las Reales Caballerizas y Armería de Madrid (desde 1565).
- Traslado y reconstrucción del coro de la Colegiata de Santa María la Mayor (1568).
- Acondicionamiento del castillo de Simancas para Archivo General del Reino (1569-1573).